# Włodzimierz Mandl
Włodzimierz Mandl, ukrajinskou cyrilicí Володимир Мандль, Volodymyr Mandl (1820 Tarnopol – 5. května 1886 Tarnopol), byl rakouský politik z Haliče, během revolučního roku 1848 poslanec Říšského sněmu, později starosta Tarnopolu.

## Biografie
V roce 1829 absolvoval jezuitské kolegium v Tarnopolu. Byl městským poštmistrem a v letech 1855–1868 zastával funkci starosty Tarnopolu. Inicioval založení městského parku. Měl titul Doktora práv. Byl mu udělen Zlatý záslužný kříž.
Během revolučního roku 1848 se zapojil do veřejného dění. V doplňovacích volbách v lednu 1849 byl zvolen na ústavodárný Říšský sněm poté, co rezignoval poslanec Jan Fedorowicz. Do parlamentu nastoupil v únoru 1849. Zastupoval volební obvod Tarnopol. Tehdy se uváděl coby poštmistr. Na sněmu setrval jen krátce, protože v březnu 1849 vláda nechala parlament rozpustit.
Po obnovení ústavního systému vlády mu několikrát nabízena kandidatura na poslance, ale kvůli zkušenostem z roku 1849 prý tuto nabídku vždy odmítl.
Zemřel v květnu 1886.